# 大府みどり公園
大府みどり公園（おおぶみどりこうえん）は、愛知県大府市にある公園である。公園分類は総合公園。

## 概要
1991年（平成3年）3月に開園。面積約9.8haの野外活動型総合公園で全長約160mのメカドラゴンと全長約170mのストーンドラゴンと呼ばれるアスレチック遊具がマスコットとなっている。このうちストーンドラゴンは彫刻家の壺井勘也の作品である。
公園内の施設はこのほか、中央広場、芝生広場、野外体験の森、市民の森、バーベキュー広場などがあり無料で利用できるがバーベキュー広場を利用するには大府みどり公園管理事務所への電話予約が必要であり、かまどやバーベキュー用具等もなく持ち込みが必要となる。
2016年（平成28年）4月3日にはバーベキュー場がリニューアルオープンした。

## 施設
- 中央広場
  - じゃぶじゃぶ池
  - 噴水
  - パーゴラ
- 芝生広場
- 冒険遊び場
  - ストーンドラゴン
  - メカドラゴン
- 野外体験の森
- 市民の森

## ギャラリー
- 公園入口
- ジャブジャブ池
- 芝生広場
- ストーンドラゴン

## 交通アクセス
JR東海道本線・武豊線「大府駅」から大府市循環バス（ふれあいバス）に乗り換え「大府みどり公園」バス停で下車。またはタクシーで約10分。
名四国道 北崎ICより車で約3分。
公園の北側は豊明市であり、豊明市方面から公園に直接繋がる都市計画道路が2019年（平成31年）2月に開通した。これにより、豊明市側からもアクセスしやすくなった。この道路を経由し、名鉄名古屋本線「前後駅」から徒歩で約20分程度。大府市循環バス（ふれあいバス）も利用できる。